# Совата (Румъния)
Совата (на румънски: Sovata; на унгарски: Szováta) e град в Окръг Муреш, Трансилвания, Румъния. Населението му наброява 10 385 жители (по данни от преброяването от 2011 г.). Има значително унгарско малцинство.